# Tossal de la Masia
El Tossal de la Masia és una muntanya de 448 metres que es troba al municipi d'Os de Balaguer, a la comarca catalana de la Noguera.